# Сенґе
Сенґе-хунтайджі (1630—1671) — 2-й хан Джунгарії в 1653—1671 роках.

## Життєпис
Походив з ойратського племені чорос. Третій син Батур-хунтайджі, володаря Джунгарії. Його матір'ю була Юм-Агас, донька Хо-Урлюка, правителя Калмицького ханства. Народився у 1630 році. У 1653 році згідно з волею батька успадкував південну Джунгарію й титул хунтайджі, інші частки було розділено між зведеними братами Сенґе. Брат Галдан передав свої володіння Сенґе, оскільки обрав духовну кар'єру.
У 1655 році проти нього виступили брати Ончон-тайджі, Цецен-тайджі і Цзотба-тайджі. В свою чергу шварг Очірту-хан, очільник хошоутів, підтримав Сенґе, а брат Очірту — Аблай-тайджі — братів хунтайджі. Водночас у 1657 році Очірт-хан отримав від Далай-лами V титул цецен-хана й визнався старшим ханом серед ойратів. У 1658 році спільно з нойоном хошоутів Галдамою завдав поразки Бухарському ханству в битві на річці Талас. Слідом за цим хунтайджі 1660 року завдав поразки яркендському (могульському) хан Абдаллаху.
Взимку 1661 року Сенґе завдав поразки братам у битві на річці Еміль. Нойон Галдама, син Очірту-Цецен-хана, примирив ворожі сторони, умовив свого батька і Сенґе повернути улуси суперникам Сенґе і Очірту-Цецен-хана. Втім влада Сенґе не була міцною. У 1664 році відправив посольство до Томського острогу задля владнання непорозумінь з московитами стосовно збирання данини з прикордонних народів. Не діставши схвальної відповіді, Сенґе заборонив підданим Московського царства їздити до озера Лобнор по сіль. У 1665 році московське посольство, що прибуло до Джунгарії, запропонувало Сенґе обом державам брати данину з народів між Джунгарією і Московією (насамперед телеутів), але хунтайджі відмовився.
У 1665 році ойрати на чолі з Сенґе знову рушили проти Яркендського ханства. Було захоплено міста Керн, Чалиш, Аксу і Кашгар, проте остаточно зламати опір хана Абдллаха не вдалося. 1666 року Сенґе вступив у конфлікт з монгольським алтин-ханом Ловсаном через владу над єнісейськими киргизами. 1667 року у долині Абакану війська хунтайджі перемогли монгольського алтин-хана, який разом з 3 синами потрапив у полон. Внаслідок цього було встановлено зверхність над державою алтинханів (північно-західна Монголія, Тува).
У 1668 році почалася нова військова кампанія проти Яркендського ханства (Могулії). Того ж року столицю держави Яркенд було захоплено, а хан Абдаллах втік до Імперії Великих Моголів. Новим ханом було поставлено Юлбарса, який і став правити в Кашгарі і Яркенд. Проте Елдан-тайджі, союзник Сенґе зміг зробити свого ставленика Ісмаїла правителем Аксу і той почав війну проти Юлбарса. Ойрати, що перебували на службі у Юлбарса, підняли повстання. У квітні 1670 року Ісмаїл захопив Яркенд.
Того ж року Сенґе очолив похід до сибірських володінь Московського царства, взявши в облогу остроги Красноярський і Томський. Це була відповідь на ігнорування вимог хунтайджі щодо збирання данини з кузнецьких татар, телеутів, єнісейських киргизів та інших південносибірських народів, що вважалися данниками Джунгарського ханства. Загони останнього плюндрували межі сибірських володінь Московії. У 1670 році до хунтайджі прибуло московське посольство, щоб залагодити конфлікт. Сенґе пригрозив перервати торгівлю московитів з Монголією та Китаєм.
У 1671 році Сенге був убитий внаслідок змови, організованої його братами на чолі з Цецен-тайджі, який оголосив себе новим ханом. Внаслідок цього почалася боротьба за владу, в якій переміг другий брат Галдан.